# Mukawa (Yamanashi)
Pour les articles homonymes, voir Mukawa (homonymie).
Mukawa (武川村, Mukawa-mura) est un ancien village de la préfecture de Yamanashi, ayant existé jusqu'au 1er novembre 2004, date de sa fusion avec les bourgs de Hakushū, Nagasaka, Takane et Sutama et les villages d'Akeno et Ōizumi pour former la ville de Hokuto. Il faisait partie du district de Kitakoma.

## Géographie

### Topographie et hydrographie

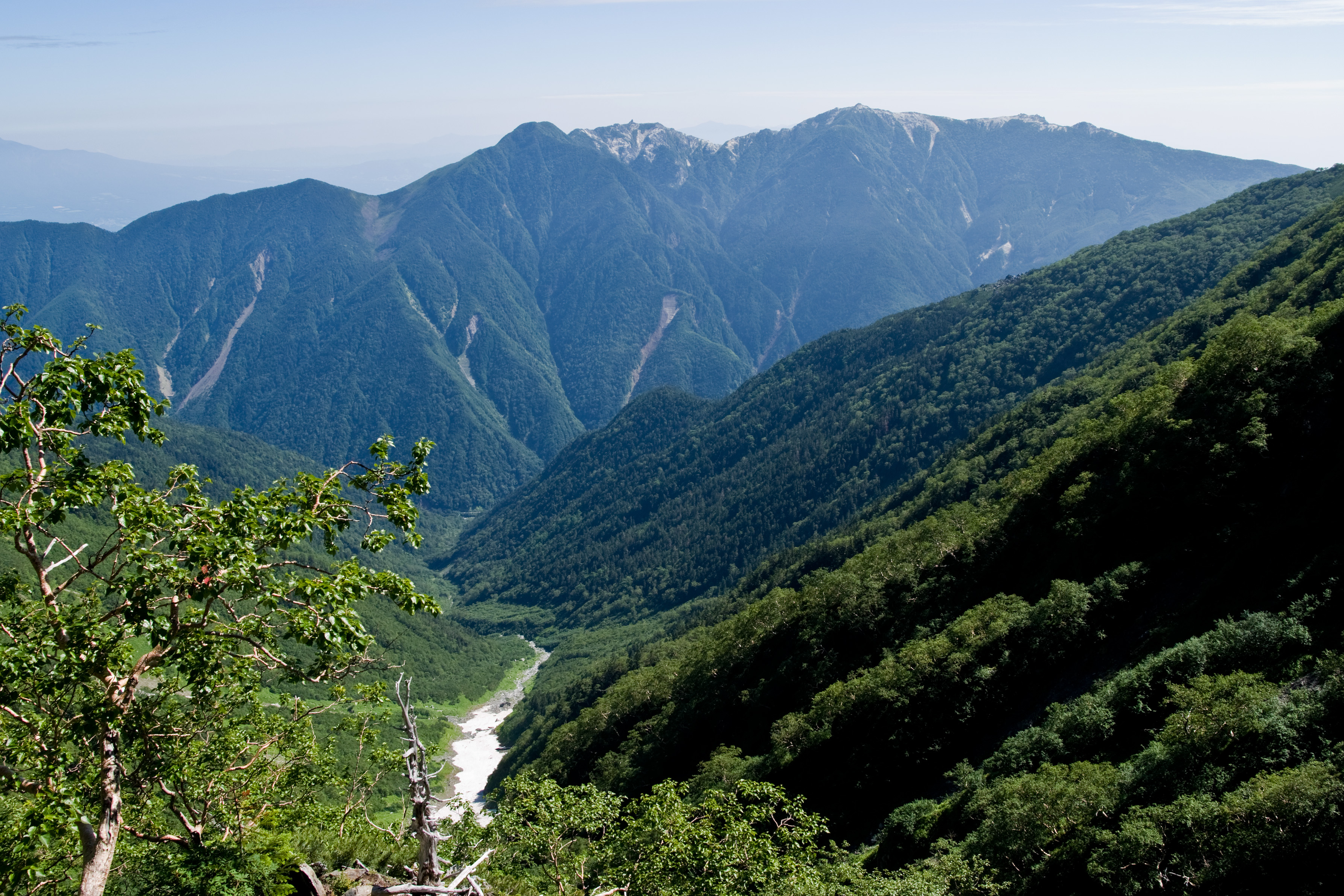
Vue du mont Hōō depuis Ashiyasu.

Située dans le nord-ouest de la préfecture de Yamanashi, Mukawa est au sud de la rivière Kamanashi (釜無川), rejointe pour ses affluents l'Ōmu (大武川) et la Komu (小武川), et au nord du mont Hōō (鳳凰山). Le village est en majorité couverte de forêts et en montagne, mais à l'extrémité est, près du littoral de la Kamanashi, on peut trouver des rizières.

### Villes limitrophes

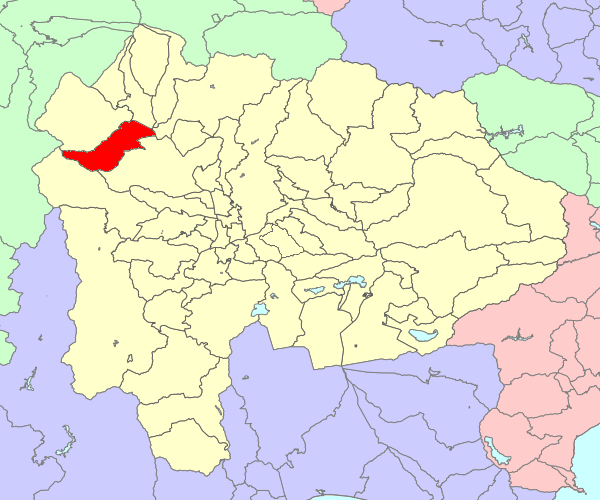
Localisation de Mukawa dans la préfecture de Yamanashi (tracés territoriaux du 1er mars 2003).

Entités territoriales limitrophes à la date de la fusion du 1er novembre 2004. À sa fondation en 1933, Mukawa est entouré à partir du nord-ouest, dans le sens horaire, des villages de Sugawara (ja) (菅原村), Kiyoharu (ja) (清春村), par un quadripoint, Hinoharu (ja) (日野春村), Wakamiko (ja) (若神子村), Maruno (ja) (円野村) et Komagi (ja) (駒城村), tous du même district de Kitakoma. Le 10 octobre 1954, Maruno fusionne avec neuf villages et le bourg de Nirasaki (ja) (韮崎町) pour former la ville de Nirasaki (韮崎市). Le 20 janvier 1955, Kiyoharu, Hinoharu et le village d'Akita (ja) (秋田村) fusionnent pour former le bourg de Nagasaka (長坂町), tandis que le 31 mars, Wakamiko est combinée à trois autres villages pour devenir le bourg de Sutama (須玉町), et le 1er juillet, Komagi est répartie entre Mukawa et le nouveau bourg de Hakushū (白州町), dont les autres entités fusionnées incluent Sugawara, et conséquemment, après cette absorption, Mukawa devient voisin du village d'Ashiyasu (芦安村), du district de Nakakoma. Le 1er avril 2003, Ashiyasu fusionne les bourgs de Kōsai (甲西町), Wakakusa (若草町), Shirane (白根町) et Kushigata (櫛形町), ainsi que le village de Hatta (八田村) pour former la ville de Minami-Alps (南アルプス市).

## Histoire
Sous l'ancien système Ritsuryō, Mukawa correspondait au village de Mako (真衣郷) et durant la période Heian (794-1185), le fief de Makino (ja) (真衣野牧) y a été établi, et faisait partie des trois fiefs impériaux de la province de Kai. Le site archéologique de Miyamada (ja) (宮間田遺跡) à Mifuki (三吹) est étroitement lié au fief de Makino, et de la poterie portant l'incription « Maki » (真衣) y a notamment été mise à jour. Dans un article de 1194 dans l'Azuma kagami, il est rapporté qu'une offrande est offerte au shogunat par les Ichijō du fief royal de Mukawa (武川御牧).
À la fin de l'époque de Kamakura (1185-1333), des descendants d'Ichijō Tokinobu (一条 時信) du clan Ichijō de Kai (ja) (甲斐一条氏), branche du clan Takeda du clan Gen de Kai (ja) (甲斐源氏, Kai Gen-ji) se seraient installés dans la région, et plus tard, un groupe local de guerriers appelé Mukawa-shū (ja) (武川衆), qui était responsable de la sécurité des frontières entre les provinces de Kai et de Shinano prend position dans la région. Les Mukawa-shū participent notamment à la bataille entre Takeda Nobunaga (ja) (武田 信長) et le clan Atobe (ja) (跡部氏) en 1433, et pendant la période Sengoku (1477-1573), ils prennent comme chef Takeda Nobushige (武田 信繁), le frère cadet de Takeda Harunobu (Takeda Shingen). Après la chute du clan Takeda, ils rejoignent le clan Tokugawa et combattent durant la guerre du Tenshō-Jingo (ja) (天正壬午の乱), un conflit entre le clan Go-Hōjō de la province de Sagami et les factions Takeda.
Le village moderne de Mukawa est créé par la fusion des villages de Shintomi (ja) (新富村) et de Takesato (ja) (武里村) le 1er avril 1933. Le 1er juillet 1955, Mukawa absorbe une partie du village de Komagi (ja) (駒城村), tandis que l'autre partie est fusionnée à d'autres entités municipales pour former le bourg de Hakushū. Le 12 août 1959, la rivière Ōmu (大武川) déborde à la suite de pluies torrentielles consécutives à l'approche du typon no. 7 (en), provoquant l'emportement de maisons dans trois secteurs de Mukawa. Le 1er novembre 2004, après des ententes, une fusion volontaire est effectuée entre Mukawa et les bourgs de Hakushū (白州町), Nagasaka (長坂町), Takane (高根町) et Sutama (須玉町) et les villages d'Akeno (明野村) et Ōizumi (大泉村), entraînant la création de la ville de Hokuto (北杜市), dont le nom signifie « Nord de Yamanashi », en utilisant le caractère pour nord « 北 » et le caractère « 杜 » qui se lit « Yamanashi » et fait référence à la poire japonaise,,.

## Population
En 2000, la population de Mukawa était de 3 428 habitants.

## Transports
Le village est accessible par la route nationale 20 (en).

## Culture et patrimoine
- Parc national des Alpes du Sud[6]
- Pin Maizuru (舞鶴松) au temple Bankyū-in (ja) (萬休院)[2]
- Cerisier Yamataka Jindaizakura (ja) (山高神代ザクラ) au temple Jissō-ji (ja) (実相寺)[2]
- Cerisiers de Sanehara (眞原桜並木)[7]
- Chutes de Kitashōji (ja) (北精進ケ滝)
- Le riz de Mukawa (ja) (武川米)
- Sources chaudes de Yabu no yu Onsen (藪ノ湯温泉)[2]
- La série de light novels Super Cub (en) (スーパーカブ) a lieu à Mukawa[8].